# Paul Lazarsfeld
Paul Felix Lazarsfeld (ur. 13 lutego 1901 w Wiedniu, zm. 30 sierpnia 1976 w Nowym Jorku) – amerykański socjolog austriackiego pochodzenia. Zajmował się metodologią nauk społecznych. Autor ogromnej liczby rozpraw naukowych. Przedstawiciel neopozytywizmu w socjologii. Od 1933 roku zamieszkały w Stanach Zjednoczonych. Profesor Columbia University. W 1962 roku pełnił obowiązki przewodniczącego Amerykańskiego Stowarzyszenia Socjologicznego. Uznawany za jednego z najwybitniejszych amerykańskich socjologów XX wieku. Jego prace miały wpływ na powstanie teorii odpowiedzi na pozycje testowe, a więc psychometrycznego modelu testu będącego alternatywą dla klasycznej teorii testów psychologicznych.
W młodości interesował się naukami ścisłymi. W 1925 roku Lazarsfeld uzyskał doktorat z matematyki na Uniwersytecie Wiedeńskim. W rozprawie doktorskiej zastosował on teorię grawitacji Einsteina do ruchu Merkurego.
Był współredaktorem (razem z Morrisem Rosenbergiem) antologii The Language of Social Research. A Reader in the Methodology of Social Research (1955).
Podobnie jak filozofowie ze szkoły frankfurckiej, w 1935 roku został zmuszony udać się na amerykańskie wygnanie. Lazarsfelda i filozofów szkoły frankfurckiej łączy także to, że "żywi przekonania, które prowadzą go do podania w wątpliwość potocznych założeń o mediach, a także odnoszących się do nich obiegowych metod refleksji". Dodatkowo na jego poglądy oraz badania miała wpływ przynależność do Koła Wiedeńskiego, które doprowadziło do zrodzenia pozytywizmu logicznego. Lazarsfeld uznawał także wpływ takich osób jak: Ernst Mach, Henri Poincaré oraz Albert Einstein. Jego przywiązanie do pozytywizmu doprowadziło do zbierania informacji oraz analizy zachowań, które uważał za istotniejsze, niż tylko kwestie do poruszania w spekulacyjnych debatach. Działalność naukowa polega na porządkowaniu prawd z doświadczenia, co jest bardzo istotne w odniesieniu do kwestii mediów, które są mało udokumentowane. Każde pojęcie formułujące dane kwestie może być kodowane i tłumaczone za pomocą wskaźników matematycznych. Te dyskusje pobudziły Lazarsfelda "do wejścia w projekty ilościowej analizy programów dostarczanych przez przemysł". To także pozwala mu na wkład w metodologię socjologii mediów.

## Wkład Lazarsfelda w rozwój metodologii nauki
Lazarsfeld mierzył w laboratorium reakcje słuchaczy i analizował treści programów w ramach projektów finansowanych przez CBS oraz Fundację Rockefellera. Dopracował także długofalowe badania za pomocą wywiadów powtarzalnych (follow- up interviews). Przeprowadzano je na dużych grupach, w celu testowania tezy o wszechmocy mediów i hipotezy o rozdrobnieniu społeczeństwa. Wyniki tych badań "pozwalają na ponowne włączenie społecznej dynamiki grup pierwotnych w debatę nad wpływem mediów i rozwijaniem teorii o wpływie oryginalnym".
Lazarsfeld zaproponował trzy kryteria przyczynowego związku między zmiennymi w wyjaśnieniach nomotetycznych:

1) przyczyna poprzedza skutek

2) empiryczna korelacja między zmiennymi

3) skutek nie może być wyjaśniany w kategoriach jakiejś trzeciej zmiennej
Lazarsfeld stworzył model analizy rozbudowanej, który jest znany też pod nazwą: metoda interpretatywna, metoda szkoły Columbia, metoda Lazarsfelda. Jest to jedna z metod prowadzenia analizy wielozmiennowej. Ma ona na celu "rozbudowanie naszej wiedzy o empirycznych zależnościach pomiędzy zmiennymi w celu dokonania interpretacji tych zależności".
Mówiono o nim, że był "usłużnym założycielem międzynarodowej korporacji naukowej", która miała łączyć swoje interesy z interesami przedsiębiorstw komunikacyjnych. Lazarsfeld  pracował dla nich w obecności wielu studentów, a techniki, którymi się posługiwał wykorzystane były jako modele dla przedsiębiorstw sondażowych czy marketingowych.

## Poglądy Lazarsfelda
Lazarsfeld był orędownikiem badań empirycznych w socjologii. Uważał, że socjologia potrzebuje przede wszystkim skutecznych, naukowych narzędzi badawczych. Dlatego zajmował się metodologią nauki, starał się rozjaśnić język, którym posługują się socjologowie, a także zgłębić warsztat socjologa-empiryka. W porównaniu do wielu innych socjologów jego twórczość wydaje się filozoficznie powściągliwa i antydogmatyczna.

### Liderzy opinii w teorii Lazarsfelda
W 1955 roku ukazała się książka Lazarsfelda Personal Influence prezentująca wyniki długiego i bardzo szczegółowego badania, prowadzonego wraz z jednym ze studentów, Elihu Katzem. Celem badania było wyłonienie czynników determinujących podejmowanie decyzji przez kobiety powyżej 16 roku życia, w sferze produktów konsumpcyjnych, kina, mody, a także spraw publicznych. Badanie miało formę ankiety i łączyło pytania odwołujące się do socjometrii, socjologii gustów i korzystania z mediów. Wyniki badania potwierdziły hipotezę o "wyższości relacji międzyludzkich nad mediami w akcie decyzyjnym". Liderzy opinii mają znacznie większy wpływ na decyzje konsumentów niż reklamy, w szczególności te dotyczące dóbr konsumpcyjnych i kina. Reklama zapewni sukces jedynie przez pierwsze dni po premierze nowego filmu, jednak pozytywne opinie rozprzestrzeniane z ust do ust przyniosą długotrwały efekt. Społeczna wartość danej osoby i to kim jest okazuje się być ważniejsze od tego co mówi. Liderami opinii w kwestiach dotyczących produktów konsumpcyjnych okazały się być kobiety zamężne, w przypadku spraw publicznych – kobiety z wyższych sfer społecznych, a w dziedzinie mody i kina - kobiety młodsze. Lider opinii nie ma takiego samego wpływu na ludzi w swoim otoczeniu we wszystkich kwestiach. W jednej może być liderem opinii, a w innej być naśladowcą. Zależy to od okoliczności, czasu i sytuacji życiowej. Liderzy opinii wywodzą się z tego samego środowiska, co ludzie na których mają wpływ co czyni ich bardziej wiarygodnymi, wyróżniają się jedynie towarzyskością, kompetencją towarzyską i budzą zaufanie.

### Ograniczona reakcja jednostek na strumień komunikacyjny w teorii Lazarsfelda
Lazarsfeld wyróżnia 3 modele reagowania jednostek na komunikat w mediach :
1. Wybiórcze wystawianie na media i programy  – jednostki same decydują,  co i kiedy oglądają, jest to jednak zależne od ich społecznego i osobistego zainteresowania jakim darzą media.
2. Wzmocnienie opinii już wcześniej istniejących – jednostki zwracają swoją uwagę na komunikaty, które są zgodne z ich tokiem myślenia (ich opinią na dany temat), pomijając inne (niezgodne) komunikaty
3. Wybiórcze postrzeganie i zapamiętywanie – odbierany komunikat zależy od zdolności jednostki do interpretacji i utrwalania zapamiętanych  informacji.